# Tron (hacker)
Boris Floricic (8 de junio de 1972-22 de octubre de 1998), más conocido por el pseudónimo Tron, fue un hacker y phreaker alemán. Su seudónimo hacía referencia al personaje de la película de Disney del mismo nombre rodada en 1982. Se hizo famoso a causa de las circunstancias poco claras de su muerte, la cual está rodeada de varias teorías conspiratorias. Tron estaba interesado en romper mecanismos de seguridad informática, destacando entre otros, la seguridad de las tarjetas telefónicas de Alemania a través de la fabricación de réplicas. Fue sentenciado a 15 meses de prisión por el robo de un teléfono público (para propósitos de ingeniería inversa), pero dicha sentencia fue suspendida.
Tron es también conocido por su tesis, en la cual creó el Cryptophon, una de las primeras implementaciones públicas de un teléfono con cifrado de voz incluida. A finales de 2005 y principios de 2006, Tron fue de nuevo objeto de la atención de los medios cuando sus padres cargaron legalmente contra la Fundación Wikimedia y su versión en alemán, llegando a conseguir la prohibición de que el dominio wikipedia.de (no ligado a la fundación) redirigiera a la versión de la Wikipedia en alemán.